# Iuli Daniel
Iuli Màrkovitx Daniel (en rus: Юлий Маркович Даниэль) (15 de novembre de 1925, Moscou - 30 de desembre de 1988) fou un destacat dissident soviètic, a més d'escriptor, poeta i traductor. La seva dissidència amb el règim de l'URSS el va fer convertir en un presoner de consciència (o pres polític) i en un supervivent dels camps de treballs forçats instaurats pel règim soviètic. Sovint va fer servir alguns pseudònims per escriure, com Nikolai Arjak o Iuli Petrov.

## Primers anys i Segona Guerra Mundial
Iuli Daniel va néixer al si de la família del dramaturg d'origen jiddisch Mark Nàumovitx Meieróvitx, qui va adoptar el pseudònim de Mark Daniel. La famosa marxa del moviment de joves pioners soviètics havia estat originalment escrita per a una de les seves obres de teatre.
L'oncle de Daniel havia estat un fervent revolucionari amb el pseudònim de Liberten, i fins i tot va arribar a actuar al Komintern. Tanmateix, va morir durant la Gran Purga estalinista de 1936-1938. El 1942, durant la Segona Guerra Mundial, Daniel va mentir sobre l'edat que tenia per tal de poder allistar-se com a voluntari per combatre al front. Va lluitar al segon front ucraïnès i al tercer belarús. El 1944, ja durant l'ofensiva de l'Exèrcit Roig posterior a la seva victòria a la batalla de Stalingrad, va quedar greument ferit a les cames i li van donar la baixa.

## Escrits i arrest
El 1950 va graduar-se a l'Institut Pedagògic de Moscou i començà a treballar com a mestre a les províncies de Kaluga i de Moscou. Més endavant va realitzar traduccions de poemes de diverses llengües estrangeres per després publicar-les.
Daniel i el seu amic Andrei Siniavski també escrigueren novel·les de sàtira política i van vendre els seus manuscrits a França per poder-los publicar amb pseudònims. Va casar-se amb Larisa Bogoraz, qui també es va convertir en una important dissident.
El 1965 Daniel i Siniavski foren arrestats. El 14 de febrer de 1966 Daniel fou sentenciat a cinc anys de treballs forçats a causa de la seva "activitat antisoviètica", Siniavski a set. Tots dos escriptors van autodeclarar-se no culpables, quelcom virtualment sense precedents en una URSS que durant l'anterior període estalinista s'havia acostumat a les confessions forçades.